# Zhu Rong (Trois Royaumes)
Pour les articles homonymes, voir Zhu Rong.
Dans le roman historique Les Trois Royaumes, Dame Zhurong 祝融夫人 était l'épouse fictive de Meng Huo, souverain du Nanman. S'autoproclamant Fille de la Déesse du Feu, elle serait la descendante de Zhu Rong. Elle soutint son époux sous tous les aspects politiques et militaires de sa suzeraineté. Son propre règne fut marqué par l'unification des tribus Nanman sous la bannière du Grand Roi Meng Huo. Elle était la mère de Meng You et de Huaman.
Zhurong était également la prêtresse des rites du Man du Sud. Son intelligence remarquable lui permit aussi de libérer son mari du camp des troupes du Shu, où elle fut capturée, avant d'être libérée par son fils.